# Can Roca (Fogars de la Selva)
Can Roca és una obra del municipi de Fogars de la Selva (Selva) inclosa en l'Inventari del Patrimoni Arquitectònic de Catalunya.

## Descripció
Can Roca es tracta d'un mas de planta rectangular que consta de tres pisos i que està cobert amb una teulada a dues aigües, desiguals, de vessants a laterals.
En els tres pisos predominen les obertures rectangulars, bastant matusseres i discretes, ja que no acumulen cap treball especial.
Trenca parcialment aquesta discreció compositiva les restes vivents que podem contemplar, en el primer pis, d'un antic rellotge de sol, del qual s'entreveu tan sols la silueta i la barra que actuaria com a broca, la qual està molt oxidada.
Tanca la façana en la part superior un ràfec format per tres fileres: la primera de rajola plana i la segona i la tercera de teula.
La masia ha experimentat diverses ampliacions en sengles costats. Així la part pròpiament destinada a habitació s'ha eixamplat a la dreta, mentre que a l'esquerra trobem les dependències de treball. Aquestes es van efectuar en dos moments històrics diferents, ambdós sense determinar. Tanmateix podem deduir que la part més externa resolta amb maó i rajola és molt més recent.
Pel que fa a la resolució dels espais exteriors cal dir que les quatre façanes presenten una resolució uniforme, que s'ha traduït a la pràctica en un arrebossat de textura granulada i gruixuda, el qual s'està desprenent parcialment en la façana principal, com així ho acrediten les petites clapes que afloren en parts puntuals de la façana, i que deixen veure la matèria primera amb què es va construir la masia, a base de pedres i morter de calç.
El mas de Can Roca està emplaçat en un terreny irregular, com és un pendent poc accentuat. Tanmateix trobem un desnivell important concentrat en l'espai que ocupen les dependències de treball.
Tot i que la masia està habitada, es pot dir que aquesta no gaudeix d'un bon estat de conservació, ja que com salta ràpidament a la vista aquesta requereix unes obres de manteniment i de millora.
Contemplant fotografies antigues, com ara la de la fitxa del Servei de Patrimoni núm. 26.730 elaborada per Pere Mon en el 1984, salta a la vista ràpidament que en la masia no s'han experimentat canvis substancials ni importants, ja que al marge d'intervencions puntuals i esporàdiques el mas segueix absolutament igual.
Adossada a la part posterior d'aquesta construcció trobem la masia primigènia, la qual consta de dos pisos i que està coberta amb una teulada a dues aigües de vessants a façana. Les dues aigües no són equitatives, sinó tot el contrari, completament desiguals, ja que una és molt més llarga que l'altra.
Destacar d'aquesta dos elements: per una banda, la petita construcció semicircular que aflora en la façana lateral de la masia, coberta amb teula i que antigament desenvoluparia les tasques de forn. Mentre que per l'altra el ràfec que es prolonga en la teulada i que està format per tres fileres: la primera de rajola plana i la segona i la tercera de teula.
A diferència de l'altra construcció, la qual va ser aixecada en el 1863, la masia primigènia presenta una resolució diferent dels espais exteriors a base de pedra vista sense desbastar i escairar i les finestres emmarcades amb maó.

## Història
El nom de Falgars apareix citat en un document de l'any 922 relacionat amb l'església parroquial de Sant Cypriani et Santa Justa in villa Falgars.
L'any 974 el municipi es troba sota la tutela del papa Benet VI a través de Hildesind, abat de Sant Pere de Rodes. Posteriorment un precepte dictat per Lotari reafirma el 982 aquest lligam.
Més endavant el terme passà a dependre dels vescomtes de Girona, després vescomtes de Cabrera.
En una butlla papal de Lluci III del 1185, consta que el monestir de Breda tenia importants alous a la parròquia de Ramió.
Amb la divisió provincial del 1833 el municipi entrà dins la província de Barcelona, sent l'únic de La Selva que pertany a aquesta demarcació.